# Réserve écologique de Burnt Cape
La réserve écologique de Burnt Cape (anglais : Burnt Cape Ecological Reserve) est une réserve naturelle de Terre-Neuve-et-Labrador (Canada).

## Géographie
La réserve écologique de Burnt Cape située au nord de Raleigh, à l’extrémité nord de la péninsule Northern sur la baie des Pistolets et le détroit de Belle Isle. On y retrouve l'une des plus grandes concentrations de plantes rares sur l'île de Terre-Neuve.